# بيرتن ياكوبس
بيرتن ياكوبس (بالهولندية: Bert Jacobs)‏ (و. 1941 – 1999 م) هو لاعب كرة قدم، ومونتير، ومدرب كرة قدم، من مملكة هولندا، ولد في زانتفورت، يلعب كمُدَافِع، توفي في هارلم، عن عمر يناهز 58 عاماً.

## روابط خارجية
- بيرتن جاكوبس على موقع قاعدة بيانات كرة القدم.إي يو (الإنجليزية)